# Humphrey Blount

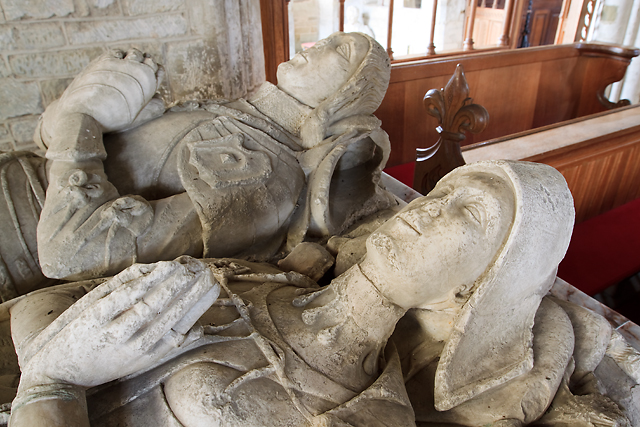
Grab Sir Humphrey Blount und Ehefrau Elizabeth in der St. John the Baptist Church, Kinlet

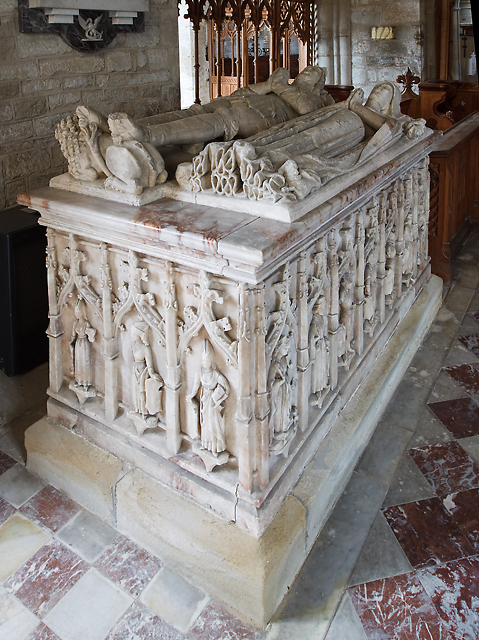
Grab Sir Humphrey Blount und Ehefrau Elizabeth in der St. John the Baptist Church, Kinlet

Sir Humphrey Blount of Kinlet (* um 1422; † 1477) war ein englischer Ritter.

## Leben
Er war ein Sohn von Sir John Blount of Dodington und Alice, Tochter des Kynard Delabere. Er war ein Neffe des Walter Blount, 1. Baron Mountjoy und ein Enkel des John Blount of Sodington († 1425).
Er war Gutsherr von Kinlet bei Bridgnorth in Shropshire.
1461, 1466/67 und 1474 war er High Sheriff von Shropshire.
Während der Rosenkriege kämpfte Sir Humphrey für das Haus York bei der Schlacht von Ludlow (1459), bei Towton (1461) und bei der Schlacht von Tewkesbury (1471), wo er von König Eduard IV. den Ritterschlag als Knight Bachelor erhielt.
Sir Humphrey starb 1477 und hat seine letzte Ruhestätte in der St. John the Baptist Church in Kinlet.

## Ehe und Nachkommen
Sir Humphrey war verheiratet mit Elizabeth, Tochter des Sir Robert Winnington.
Sie hatten folgende Kinder:
- Thomas (Sir) ⚭ Anne, Tochter des Sir Richard Croft
- John
- William
- Eleanor ⚭ Humphrey Cotes
- Margaret ⚭ Thomas Otteley
- Mary ⚭ Robert Pigott